# Семјон Варламов
Семјон Александрович Варламов (руски: Семён Александрович Варламов, енглески: Semyon Aleksandrovich Varlamov) је руски професионални хокејашки голман који тренутно брани за Њујорк Ајландерсе у Националној Хокејашкој Лиги (NHL). Започео је своју професионалну каријеру у руском Локомотиву из Јарославља у тадашњој Руској Суперлиги (данас: Континентална Хокејашка Лига), након што је изабран двадесет трећи у НХЛ Драфту 2006, од стране Вашингтон Кепиталса.

## Каријера

### Рана каријера
Варламов је одрастао у Самари, играјући за VVS хокејашки програм. Пре него што је научио да клиза правилно, већ са осам година, Семјон је почео да штити мрежу свог локалног клуба. Млади голман се преселио у Јарослављ као тинејџер и доказао да је вредан позиције првог голмана. Током 2004-2005 сезоне, Варламов је свој деби имао са Локомотивом-2, као замена стартном голману Ивану Касутину у Првој Лиги (Russia 3). Током лета 2005, Касутин је био на позајмници у руском граду Пензи, што је аутоматски учинило Варламова главним голманом у новој сезони 2005-2006. У 2008 је помогао Локомотиву из Јарославља да стигне до финала Руске Супер Лиге (RSL).

### Вашингтон Капиталси
Након што су Вашингтон Капиталси драфтовали младог голмана из Јарославља са двадесет трећим пиком у НХЛ Драфту 2006, Варламов је 11. јула 2007. потписао трогодишњи уговор са Капиталсима. У Северну Америку је тек отишао током сезоне 2008-2009, и већину времена је провео са афилијатом Капиталса, Херши Берсима у АХЛ-у. Међутим, Варламов је пар пута био позиван у НХЛ, али свој деби у најјачој хокејашкој лиги на свету је имао 13. децембра 2008, против Монтреал Канадиенса. Са своје 32 одбране је помогао свом тиму да Канађане савладају резултатом 2-1. Варламов је проглашен другом звездом утакмице. Након што се Брент Џонсон, замена Хозе Теодора, повредио, Варламов је преузео позицију другог голмана. У том периоду је остварио одличне резултате, рекорд утакмица 4-0-1, 2.37 примљена гола по утакмици и проценат одбране .918, док је у АХЛ-у прошао са рекордом утакмица 19-7-1.
Током прве рунде плеј-офа 2009. Варламов је заменио Хозе Теодора након четири примљена гола која су резултирала у поразу Капиталса у првој утакмици серије. Свој НХЛ плеј-оф деби је имао 18. априла 2009. (пораз 1-0). Варламов је наставио да брани мрежу Капиталса целе серије што је уследило узастопним победама 4-0, 4-0, 5-3, 2-1 у корист тима из Вашингтона. У првој утакмици друге рунде, Варламов је направио спектакуларну одбрану над Сидни Крозбијем, коју је НХЛ прогласио "одбраном плеrfј-офа". У седмој утакмици те рунде након што је примио четири брза гола, руски голман је замењен за Хосе Теодора и Капиталси су ту утакмицу изгубили 6-2, и самим тим испали из плеј-офа.
Следеће сезоне Варламов је био у конверзацији за стартног голмана, али Хосе Теодор је ипак задржао то место. Међутим, када се чинило да ће Варламов преузети место главног голмана, млади Рус се повредио и био је послат у Херши Берсе, где је започео свој процес рехабилитације. Првог марта 2010. Варламов је поново позван у најбољу лигу света, али још увек као замена, иако је, као и претходне сезоне, одиграо већину плеј-оф утакмица. Након те сезоне Капиталси су одлучили да не задрже Хосе Теодора, и самим тиме је требало да Варламов постане стартни голман. Међутим то место је презуо Мајкл Нојврит, коме је то била тек прва сезона у лиги. Деветог јула 2010. је објављено да је Варламов променио свој број на дресу од броја 40 на број 1.

### Колорадо Аваланчи
Варламов је трејдован Колорадо Аваланчима у замену за пик прве рунде НХЛ Драфта 2012. и за пика друге рунде 2012. или 2013. Дан касније је потписао трогодишњи уговор са Колорадом вредан 8,5 милиона долара..
Тим је одлично почео 2011-2012 сезону, али се клуб мучио да победи било коју утакмицу у новембру, што их је поново бацило на дно северозападне конференције. Жан Себастијан Жигер је пуно пута био почетни голман за Колорадо и то је вратило плеј-оф наде Аваланчима. Али те наде су окончане у 81. утакмици сезоне након пораза Колорада од стране Коламбус Блу Џакетса. Ту сезону је Варламов завршио са .913 процентом одбране, рекордом утакмица 26-24-3, и 2.59 просечно голова по утакмици.
С обзиром на то да је сезона 2012-2013 била локаут сезона тј. почетак сезоне је био отказан, Варламов је тај део сезоне одлучио да проведе у свом бившем клубу Локомотиву у Континенталној Хокејашкој Лиги (КХЛ). Чак и са повређеним коленом, у својих 16 одиграних утакмица Варламов је водио лигу у проценту одбране и просечно примљеним головима по утакмици, пре него што се НХЛ сезона вратила и пре него што је руски голман наставио своју каријеру у Северној Америци.
Варламов је имао потешкоћа након повратка у Колорадо, имајући само 11 победа у 35 утакмица, завршавајући сезону са најгорим статистикама у својој каријери (3.02 гола по утакмици, .903 проценат одбране) и Аваланчи су поново пропустили плеј-оф и завршили последњи у Западној Конференцији.
Тридесетог јануара 2014, Варламов је потписао петогодишњу екстензију свог уговора, вредног 29,5 милиона долара, са Колорадом.
Двадесет шестог јануара 2017, је објављено да се Варламов неће враћати у поставу Колорада до краја сезоне због операције кука за коју се раније мислило да је повреда препоне. Варламов се вратио у сезони 2017-2018, али је поново повређен при крају сезоне, што је допустило Џонатан Берниеру да преузме стартно место током плеј-офа 2018.

### Њујорк Ајландерси
Првог јула 2019, Варламов је потписао четворогодишњи уговор, вредан 20 милиона долара са Њујорк Ајландерсима.
Постао је први голман у историји Ајландерса који је имао узастопне шатауте (утакмица без примљеног гола), након што је зауставио сваки шут против свог бившег тима, Вашингтон Капиталса у петој утакмици серије, а одмах затим у првој утакмици против Филаделфија Флајерса. Прешао је Били Смита, 26. августа 2020. за најдужи ланац шатаутова у историји Ајландерса.

## Приватни живот
Варламов се предао полицији Денвера, 30. октобра 2013. и ухапшен је због оптужнице  за насиље у породици према његовој девојци, и другостепено киднаповање и трећестепени напад.
Двадесет другог новембра 2013, Варламов је осуђен за напад своје девојке. Међутим оптужнице су одбачене од стране једног од денверских судија 20. децембра 2013. због недостатка доказа и изјава сведока. Варламова девојка (Варинјук) је признала да је уцењивала судију, и такође је снимљена како на телефонском разговору признаје да је ударала Варламова и да је желела милион долара. Тужиоци нису могли да докажу случај без икакве сумње према њима.

## Статистика током каријере

### Регуларна сезона и плејофи
| 2006–07    | Локомотив Јарослављ  | РСЛ        | 33  | —   | —   | —  | 1936   | 70   | 3  | 2.17 | —    | 6  | —  | —  | 368   | 18  | 0 | 2.94 | —    |
| 2007–08    | Локомотива Јарослављ | РСЛ        | 44  | —   | —   | —  | 2592   | 106  | 3  | 2.45 | —    | 16 | —  | —  | 924   | 25  | 5 | 1.62 | —    |
| 2008–09    | Херши Берси          | АХЛ        | 27  | 19  | 7   | 1  | 1551   | 62   | 2  | 2.40 | .916 | —  | —  | —  | —     | —   | — | —    | —    |
| 2008–09    | Вашингтон Капиталси  | НХЛ        | 6   | 4   | 0   | 1  | 329    | 13   | 0  | 2.37 | .918 | 13 | 7  | 6  | 758   | 32  | 2 | 2.53 | .918 |
| 2009–10    | Вашингтон Капиталси  | НХЛ        | 26  | 15  | 4   | 6  | 1527   | 65   | 2  | 2.55 | .909 | 6  | 3  | 3  | 349   | 14  | 0 | 2.41 | .908 |
| 2009–10    | Херши Берси          | АХЛ        | 3   | 3   | 0   | 0  | 185    | 6    | 0  | 1.95 | .933 | —  | —  | —  | —     | —   | — | —    | —    |
| 2010–11    | Вашингтон Капиталси  | НХЛ        | 27  | 11  | 9   | 5  | 1560   | 58   | 2  | 2.23 | .924 | —  | —  | —  | —     | —   | — | —    | —    |
| 2010–11    | Херши Берси          | АХЛ        | 3   | 2   | 1   | 0  | 179    | 10   | 0  | 3.36 | .855 | —  | —  | —  | —     | —   | — | —    | —    |
| 2011–12    | Колорадо Авалананчи  | НХЛ        | 53  | 26  | 24  | 3  | 3151   | 136  | 4  | 2.59 | .913 | —  | —  | —  | —     | —   | — | —    | —    |
| 2012–13    | Локомотив Јарослављ  | КХЛ        | 16  | 8   | 4   | 3  | 928    | 27   | 3  | 1.74 | .946 | —  | —  | —  | —     | —   | — | —    | —    |
| 2012–13    | Колорадо Аваланчи    | НХЛ        | 35  | 11  | 21  | 3  | 1950   | 98   | 3  | 3.02 | .903 | —  | —  | —  | —     | —   | — | —    | —    |
| 2013–14    | Колорадо Аваланчи    | НХЛ        | 63  | 41  | 14  | 6  | 3640   | 146  | 2  | 2.41 | .927 | 7  | 3  | 4  | 432   | 20  | 0 | 2.78 | .913 |
| 2014–15    | Колорадо Аваланчи    | НХЛ        | 57  | 28  | 20  | 8  | 3307   | 141  | 5  | 2.56 | .921 | —  | —  | —  | —     | —   | — | —    | —    |
| 2015–16    | Колорадо Аваланчи    | НХЛ        | 57  | 27  | 25  | 3  | 3159   | 148  | 2  | 2.81 | .914 | —  | —  | —  | —     | —   | — | —    | —    |
| 2016–17    | Колорадо Аваланчи    | НХЛ        | 24  | 6   | 17  | 0  | 1348   | 76   | 1  | 3.38 | .898 | —  | —  | —  | —     | —   | — | —    | —    |
| 2017–18    | Колорадо Аваланчи    | NHL        | 51  | 24  | 16  | 6  | 2862   | 128  | 2  | 2.68 | .920 | —  | —  | —  | —     | —   | — | —    | —    |
| 2018–19    | Колорадо Аваланчи    | НХЛ        | 49  | 20  | 19  | 9  | 2840   | 136  | 2  | 2.87 | .909 | —  | —  | —  | —     | —   | — | —    | —    |
| 2019–20    | Њујорк Ајландерси    | НХЛ        | 45  | 19  | 14  | 6  | 2518   | 110  | 2  | 2.62 | .914 | 20 | 11 | 7  | 1233  | 44  | 2 | 2.14 | .921 |
| НХЛ укупно | НХЛ укупно           | НХЛ укупно | 493 | 232 | 183 | 56 | 28,189 | 1255 | 27 | 2.67 | .915 | 46 | 24 | 20 | 2,773 | 110 | 4 | 2.38 | .917 |

### Интернационална каријера
| Година               | Тим                  | Такмичење            | Резултат             |    | GP | W | L | T    | MIN | GA | SO   | GAA  | SV% |
| -------------------- | -------------------- | -------------------- | -------------------- | -- | -- | - | - | ---- | --- | -- | ---- | ---- | --- |
| 2005                 | Русија               | WJC18                | 5. место             | 4  | 3  | 1 | 0 | 180  | 10  | 1  | 3.34 | .904 |     |
| 2005                 | Русија               | IH18                 | 4. место             | 4  | —  | — | — | —    | —   | —  | 2.64 | .911 |     |
| 2006                 | Русија               | WJC18                | 5. место             | 5  | 3  | 2 | 0 | 298  | 14  | 1  | 2.82 | .921 |     |
| 2006                 | Русија               | WJC                  | 2. место             | 1  | 1  | 0 | 0 | 60   | 1   | 0  | 1.00 | .950 |     |
| 2007                 | Русија               | WJC                  | 2. место             | 6  | 5  | 1 | 0 | 358  | 9   | 2  | 1.51 | .934 |     |
| 2010                 | Русија               | WC                   | 2. место             | 5  | 4  | 1 | 0 | 298  | 7   | 1  | 1.41 | .951 |     |
| 2012                 | Русија               | WC                   | 1. место             | 8  | 8  | 0 | 0 | 440  | 13  | 1  | 1.77 | .939 |     |
| 2013                 | Русија               | WC                   | 6. место             | 4  | 2  | 1 | 0 | 201  | 12  | 0  | 3.59 | .878 |     |
| 2014                 | Русија               | OG                   | 5. место             | 3  | 1  | 1 | 0 | 152  | 5   | 1  | 1.98 | .910 |     |
| Јуниорске статистике | Јуниорске статистике | Јуниорске статистике | Јуниорске статистике | 20 | —  | — | — | —    | —   | —  | —    | —    |     |
| Сениорске статистике | Сениорске статистике | Сениорске статистике | Сениорске статистике | 20 | 15 | 3 | 0 | 1091 | 37  | 3  | 1.98 | .930 |     |